# Selumetynib

Wzór chemiczny selumetynibu

Selumetynib lub selumetinib (nazwa handlowa Koselugo) – organiczny związek chemiczny, który jest inhibitorem kinaz aktywowanych mitogenami MEK1 i MEK2. Jest stosowany w leczeniu określonych nowotworów złośliwych.
Przeprowadzono badania kliniczne selumetynibu w: 
- niektórych postaciach raka tarczycy[1]
- w niedrobnokomórkowym raku płuca[2]
- w niektórych postaciach czerniaka złośliwego[3]
- w nerwiakowłókniakowatości przy występowaniu nerwiaków splotowatych[4]

W kwietniu 2020 amerykańska agencja ds. leków, FDA zatwierdziła do stosowania selumetynib. Lek jest wykorzystywany u dzieci powyżej 2 roku życia.